# Steatoda hespera
Steatoda hespera là một loài nhện trong họ Theridiidae.
Loài này thuộc chi Steatoda. Steatoda hespera được Ralph Vary Chamberlin & Wilton Ivie miêu tả năm 1933.